# Bayerisches Nationalmuseum

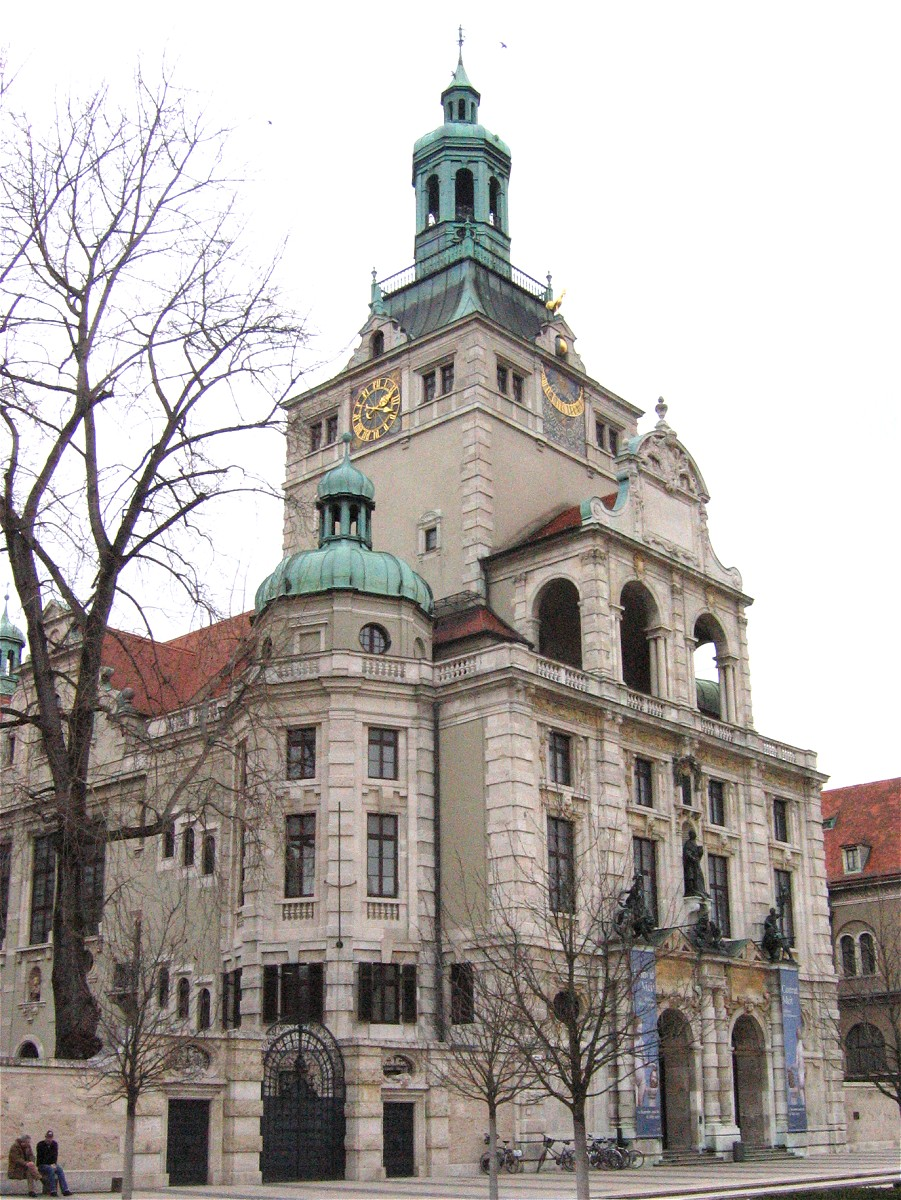
Bayerisches Nationalmuseum

Bayerisches Nationalmuseum i München, förbundslandet Bayern, Tyskland, är ett av Europas främsta kulturhistoriska museer.
Museet grundlades 1855 av kung Maximilian II av Bayern. Den nuvarande byggnaden vid Prinzregentenstraße uppfördes 1894-1899 i historiserande stil av hovarkitekten Gabriel von Seidl.
Under andra världskriget skadades museet allvarligt av bombnedslag som ledde till bränder. Efter krigsslutet påbörjades ett antal ombyggnader. Allmänheten kunde gå in i de första salarna redan 1947. 1978 beställdes en totalrenovering. Då byggdes nya verkstäder och ateljéer vid gatorna Himbselstrasse och Oettingenstrasse.

## Galleri

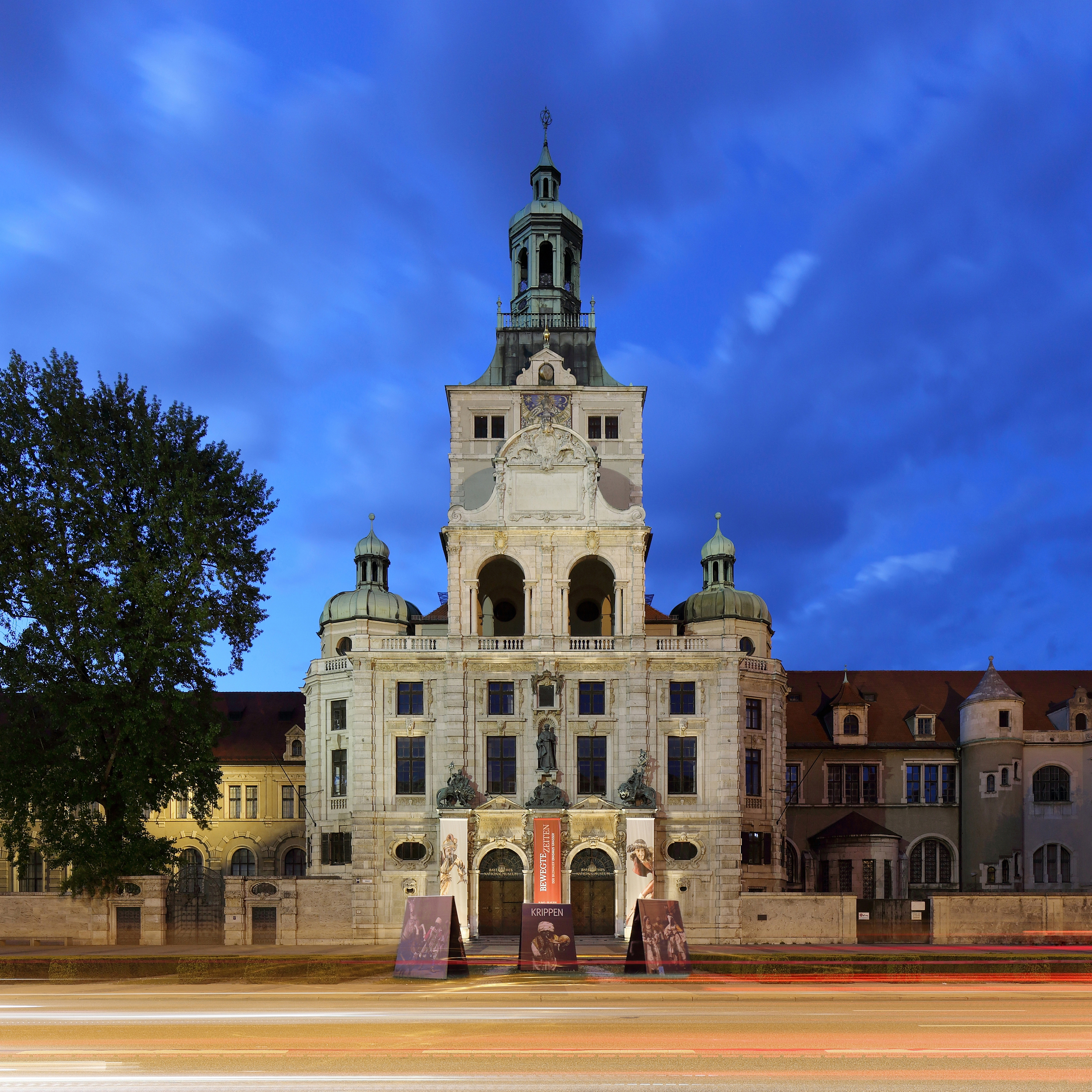
Huvudbyggnaden på natten
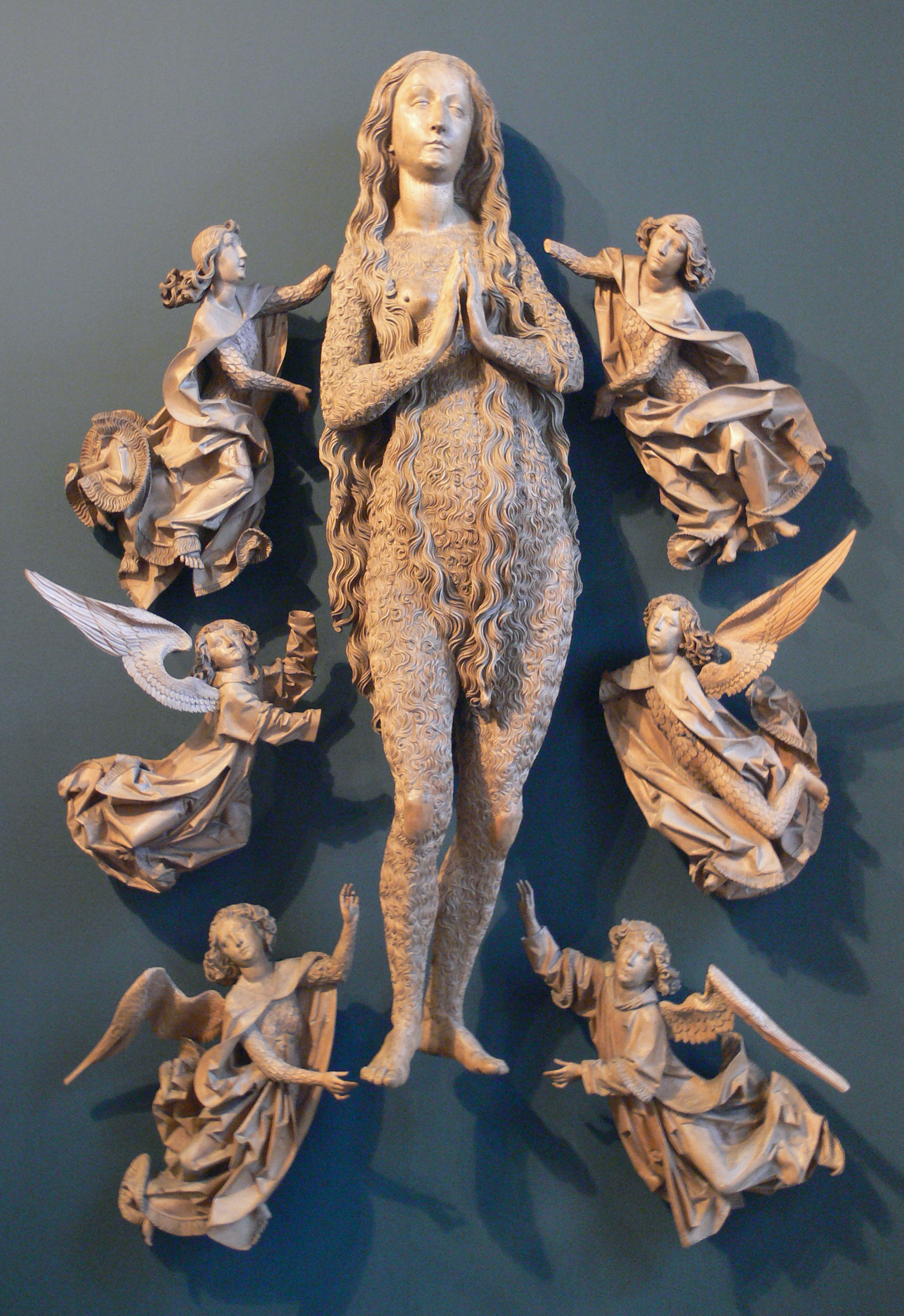
Tilman Riemenschneider: Maria Magdalena
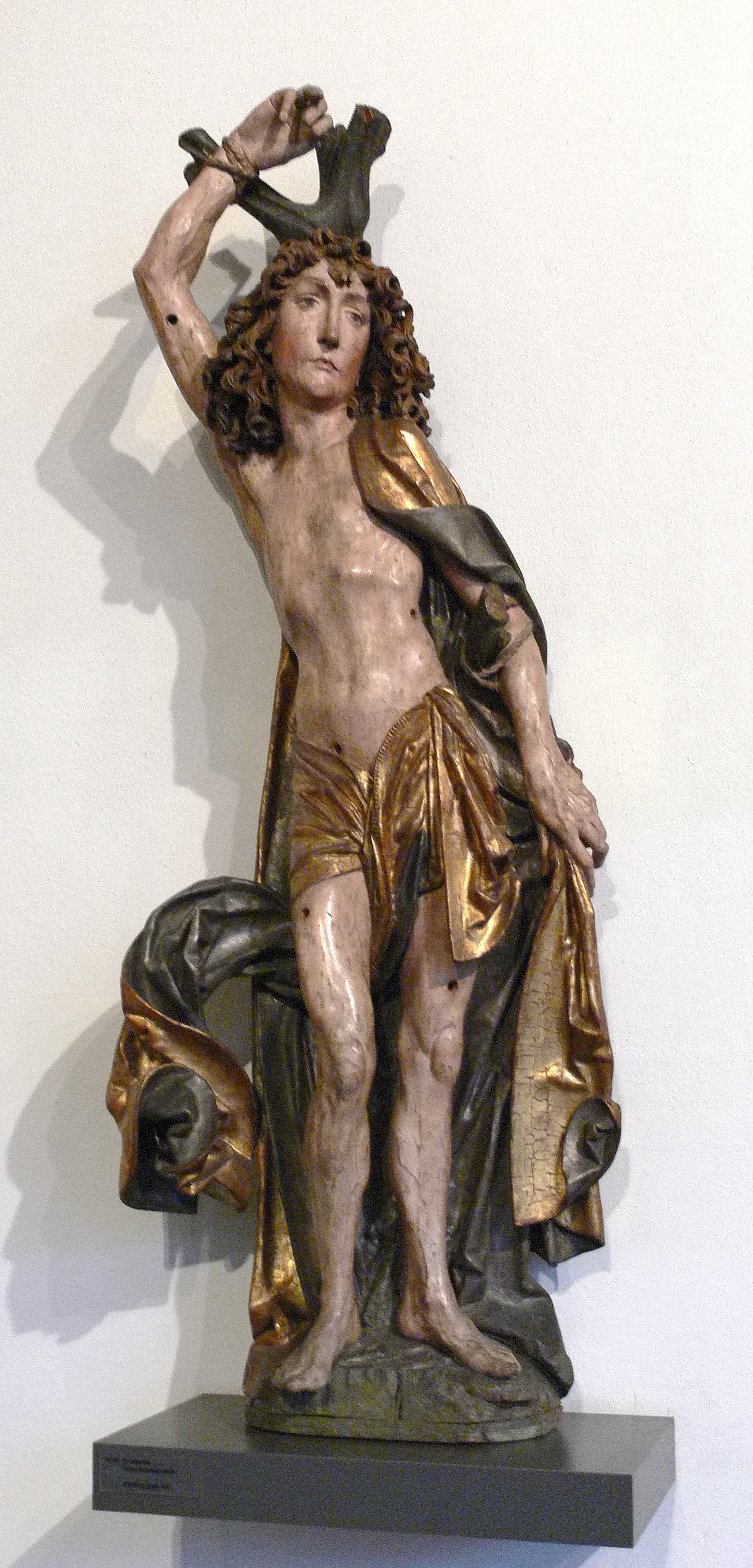
Tilman Riemenschneider: Sankt Sebastian
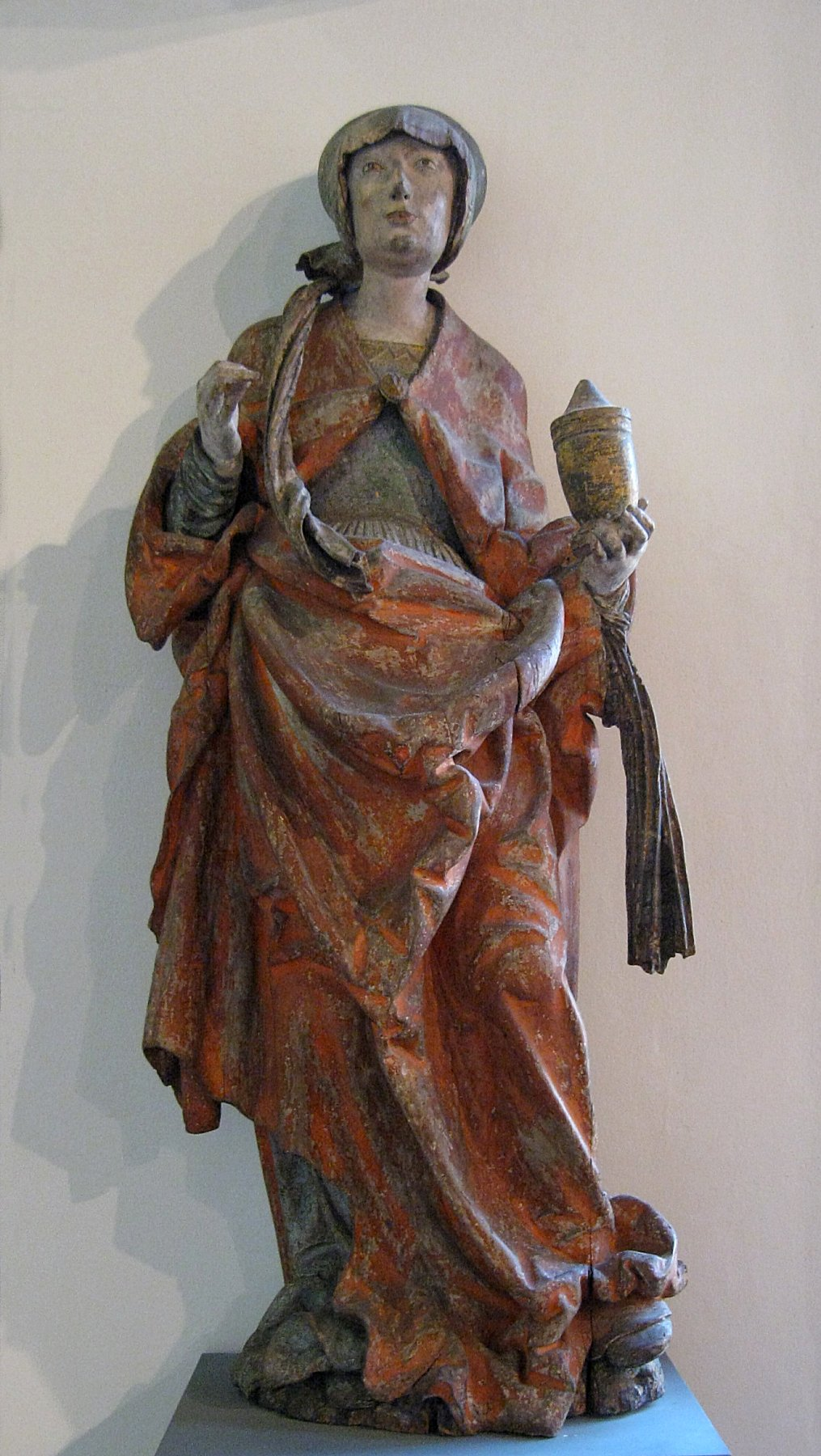
Hans Leinberger Heliga Magdalena, cirka 1520
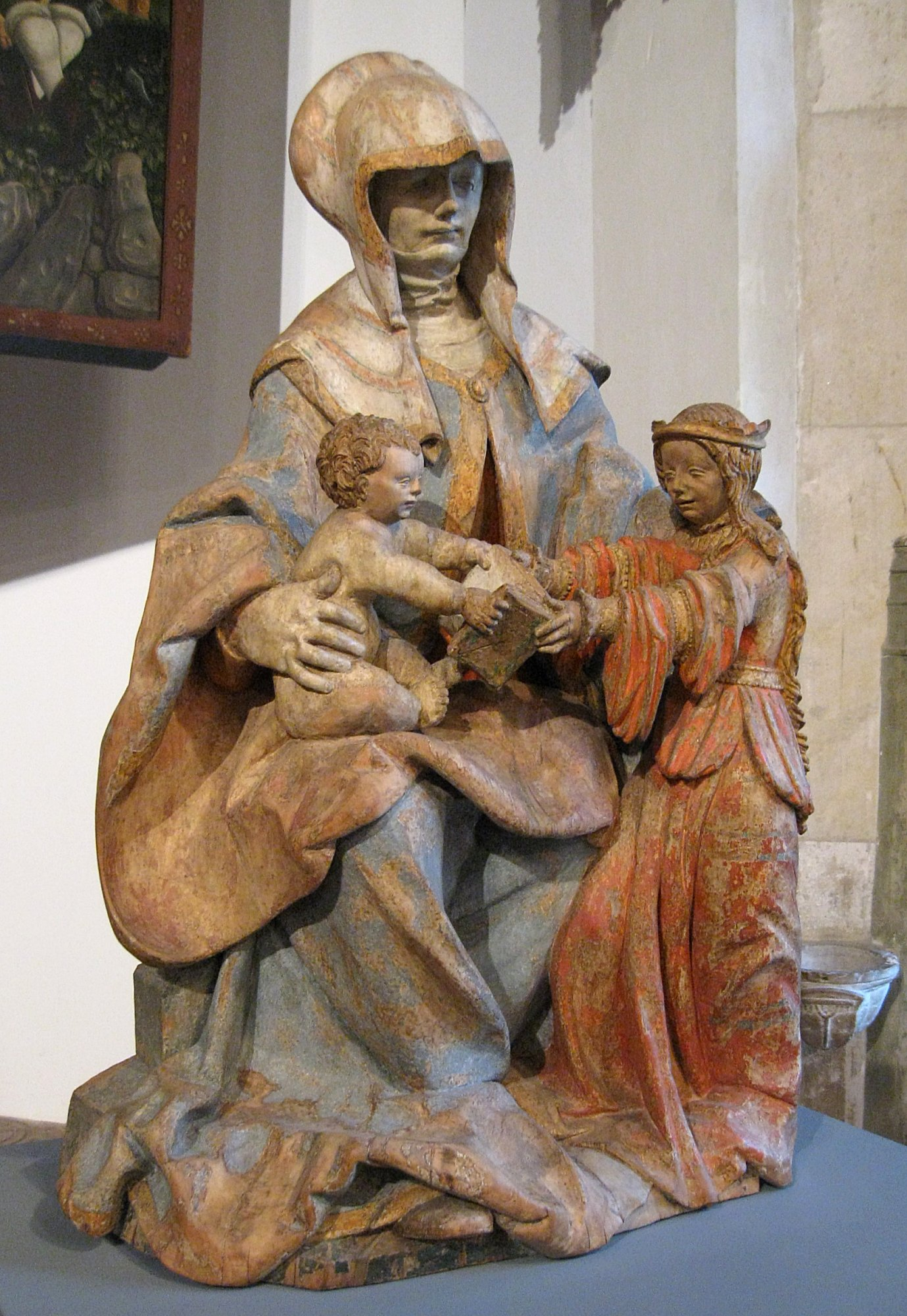
Hans Leinberger Heliga Anna Selbdritt
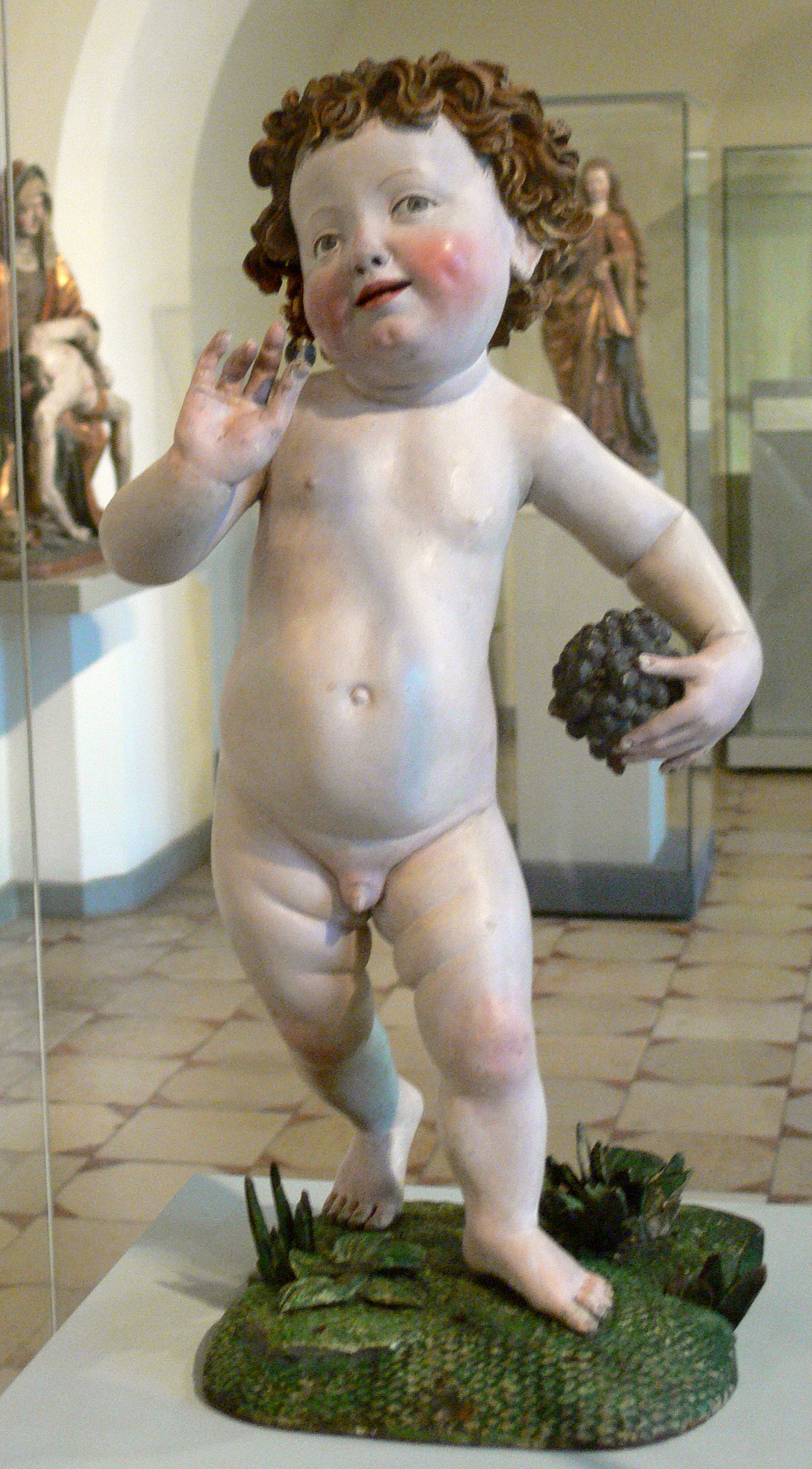
Niclaus Gerhaerts von Leyden: Jesus med vindruvor
Conrat Meit: Judith med huvudet av Holofernes
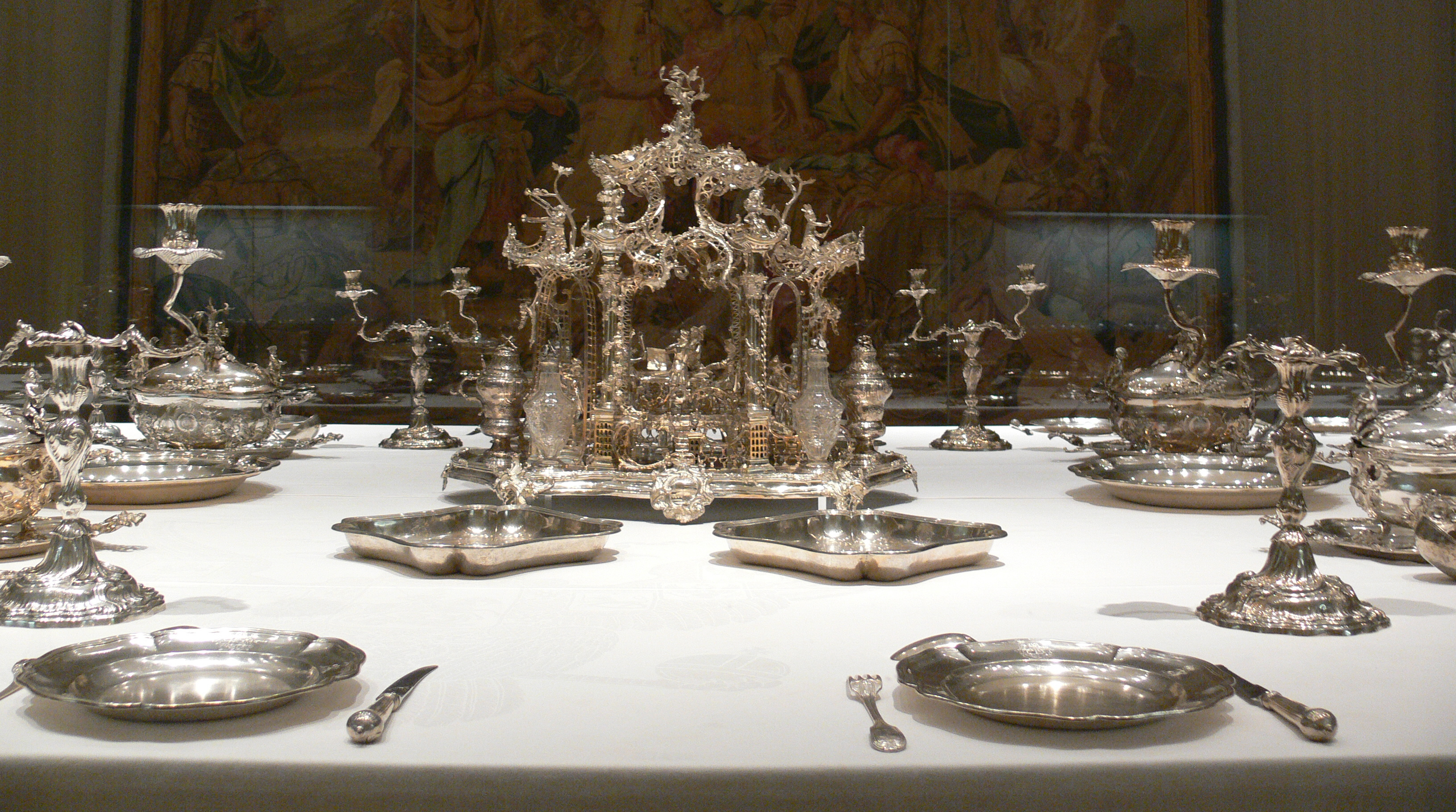
Bordsservis av silver från Augsburg.